# کلاوس ریشتسنهاین
کلاوس ریشتسنهاین (آلمانی: Klaus Richtzenhain؛ زادهٔ ۱ نوامبر ۱۹۳۴ – درگذشتهٔ مارس ۲۰۲۵) دونده دو نیمه‌استقامت اهل آلمان بود.
در مارس ۲۰۲۵، اعلام شد که ریشتسنهاین در ۹۰ سالگی درگذشت.